# Paspalum mutabile
Paspalum mutabile là một loài thực vật có hoa trong họ Hòa thảo. Loài này được Chase mô tả khoa học lần đầu tiên vào năm 1929.